# The Essential Michael Jackson
The Essential Michael Jackson là một album tuyển tập hit của nghệ sĩ thu âm người Mỹ Michael Jackson, phát hành ngày 19 tháng 7 năm 2005, bởi tổ chức danh mục âm nhạc Legacy Recordings của Sony Music, như là một phần của chuỗi album The Essential. Đây là tập hợp 2 đĩa gồm 38 bản hit trong sự nghiệp của Jackson, từ những ngày tháng tại hãng Motown Records với The Jackson 5 vào cuối thập niên 1960 đến đĩa đơn năm 2001 "You Rock My World".
Vào ngày 26 tháng 8 năm 2008, The Essential Michael Jackson 3.0 đã được phát hành tại Hoa Kỳ dưới hình thức phiên bản giới hạn, bổ sung thêm 7 bài hát được thực hiện bởi Jackson. Một phiên bản khác với tiêu đề mới The Hits đã được lên kế hoạch phát hành tại Vương quốc Anh vào ngày 6 tháng 7 năm 2009, nhưng bị hủy bỏ sau cái chết của Jackson. Tính đến năm 2013, album đã nhận được chứng nhận 3 đĩa bạch kim tại Hoa Kỳ.

## Danh sách bài hát
Toàn bộ các bài hát do Michael Jackson viết lời, ngoại trừ một số chú thích.

### Phiên bản quốc tế và tại châu Âu
| Đĩa 1 | Đĩa 1                                                                         | Đĩa 1                                                                                     | Đĩa 1                                    | Đĩa 1      |
| STT   | Nhan đề                                                                       | Sáng tác                                                                                  | Album                                    | Thời lượng |
| ----- | ----------------------------------------------------------------------------- | ----------------------------------------------------------------------------------------- | ---------------------------------------- | ---------- |
| 1.    | "I Want You Back" (dưới danh nghĩa The Jackson 5)                             | The Corporation (Freddie Perren, Alphonso Mizell, Berry Gordy, Deke Richards)             | Diana Ross Presents The Jackson 5 (1969) | 2:58       |
| 2.    | "ABC" (dưới danh nghĩa The Jackson 5)                                         | The Corporation                                                                           | ABC (1970)                               | 2:58       |
| 3.    | "The Love You Save" (dưới danh nghĩa The Jackson 5)                           | The Corporation                                                                           | ABC                                      | 3:05       |
| 4.    | "Got to Be There"                                                             | Elliot Willensky                                                                          | Got to Be There (1972)                   | 3:25       |
| 5.    | "Rockin' Robin"                                                               | Leon Rene (dưới bút danh Jimmie Thomas)                                                   | Got to Be There                          | 2:32       |
| 6.    | "Ben"                                                                         | Walter Scharf, Don Black                                                                  | Ben (1972)                               | 2:46       |
| 7.    | "Blame It on the Boogie" (dưới danh nghĩa The Jacksons)                       | Michael G. Jackson-Clark, David Jackson-Rich, Hans Kampschroer, Elmar Krohn, Thomas Meyer | Destiny (1978)                           | 3:30       |
| 8.    | "Shake Your Body (Down to the Ground)" (bản 7"; dưới danh nghĩa The Jacksons) | Randy Jackson, M. Jackson                                                                 | Destiny                                  | 3:46       |
| 9.    | "Don't Stop 'til You Get Enough" (bản chỉnh sửa 2003)                         |                                                                                           | Off the Wall (1979)                      | 3:56       |
| 10.   | "Off the Wall" (bản chỉnh sửa)                                                | Rod Temperton                                                                             | Off the Wall                             | 3:46       |
| 11.   | "Rock with You" (7" remix)                                                    | Temperton                                                                                 | Off the Wall                             | 3:23       |
| 12.   | "She's Out of My Life"                                                        | Tom Bahler                                                                                | Off the Wall                             | 3:37       |
| 13.   | "Can You Feel It" (7" chỉnh sửa; dưới danh nghĩa The Jacksons)                | M. Jackson, Jackie Jackson                                                                | Triumph (1980)                           | 3:50       |
| 14.   | "The Girl Is Mine" (với Paul McCartney)                                       |                                                                                           | Thriller (1982)                          | 3:41       |
| 15.   | "Billie Jean"                                                                 |                                                                                           | Thriller                                 | 4:55       |
| 16.   | "Beat It"                                                                     |                                                                                           | Thriller                                 | 4:18       |
| 17.   | "Wanna Be Startin' Somethin'" (bản chỉnh sửa)                                 |                                                                                           | Thriller                                 | 4:17       |
| 18.   | "Human Nature" (bản chỉnh sửa)                                                | Steve Porcaro, John Bettis                                                                | Thriller                                 | 3:45       |
| 19.   | "P.Y.T. (Pretty Young Thing)"                                                 | James Ingram, Quincy Jones                                                                | Thriller                                 | 3:58       |
| 20.   | "I Just Can't Stop Loving You"                                                |                                                                                           | Bad (1987)                               | 4:11       |
| 21.   | "Thriller" (Radio chỉnh sửa)                                                  | Temperton                                                                                 | Thriller                                 | 5:14       |

| Đĩa 2 | Đĩa 2                                 | Đĩa 2                                                                     | Đĩa 2                                            | Đĩa 2      |
| STT   | Nhan đề                               | Sáng tác                                                                  | Album                                            | Thời lượng |
| ----- | ------------------------------------- | ------------------------------------------------------------------------- | ------------------------------------------------ | ---------- |
| 1.    | "Bad" (7" đĩa đơn mix)                |                                                                           | Bad                                              | 4:06       |
| 2.    | "The Way You Make Me Feel" (7" remix) |                                                                           | Bad                                              | 4:26       |
| 3.    | "Man in the Mirror"                   | Siedah Garrett, Glen Ballard                                              | Bad                                              | 5:18       |
| 4.    | "Dirty Diana" (bản 7")                |                                                                           | Bad                                              | 4:40       |
| 5.    | "Another Part of Me" (bản 7")         |                                                                           | Bad                                              | 3:46       |
| 6.    | "Smooth Criminal"                     |                                                                           | Bad                                              | 4:17       |
| 7.    | "Leave Me Alone"                      |                                                                           | Bad                                              | 4:39       |
| 8.    | "Black or White" (bản đĩa đơn)        | M. Jackson; lời rap bởi Bill Bottrell                                     | Dangerous (1991)                                 | 3:21       |
| 9.    | "Remember the Time"                   | Teddy Riley, M. Jackson, Bernard Belle                                    | Dangerous                                        | 3:59       |
| 10.   | "In the Closet" (7" chỉnh sửa)        | M. Jackson, Riley                                                         | Dangerous                                        | 4:48       |
| 11.   | "Who Is It" (7" chỉnh sửa)            |                                                                           | Dangerous                                        | 3:59       |
| 12.   | "Heal the World"                      |                                                                           | Dangerous                                        | 6:24       |
| 13.   | "Will You Be There" (Radio chỉnh sửa) |                                                                           | Dangerous                                        | 3:40       |
| 14.   | "You Are Not Alone" (LP chỉnh sửa)    | R. Kelly                                                                  | HIStory: Past, Present and Future, Book I (1995) | 4:55       |
| 15.   | "Earth Song" (Radio chỉnh sửa)        |                                                                           | HIStory: Past, Present and Future, Book I        | 5:02       |
| 16.   | "They Don't Care About Us"            |                                                                           | HIStory: Past, Present and Future, Book I        | 4:44       |
| 17.   | "You Rock My World" (Album chỉnh sửa) | M. Jackson, Rodney Jerkins, Fred Jerkins III, LaShawn Daniels, Nora Payne | Invincible (2001)                                | 5:08       |

### Bản tại Hoa Kỳ
| Đĩa 1 | Đĩa 1                                                    | Đĩa 1                                                  | Đĩa 1                         | Đĩa 1      |
| STT   | Nhan đề                                                  | Sáng tác                                               | Album                         | Thời lượng |
| ----- | -------------------------------------------------------- | ------------------------------------------------------ | ----------------------------- | ---------- |
| 1.    | "I Want You Back" (dưới danh nghĩa Jackson 5)            | The Corporation (Perren, Mizell, Gordy, Deke Richards) |                               | 2:58       |
| 2.    | "ABC" (dưới danh nghĩa Jackson 5)                        | The Corporation                                        | ABC (1970)                    | 2:58       |
| 3.    | "The Love You Save" (dưới danh nghĩa Jackson 5)          | The Corporation                                        |                               | 3:05       |
| 4.    | "Got to Be There"                                        | Willensky                                              |                               | 3:25       |
| 5.    | "Rockin' Robin"                                          | Rene (dưới bút danh J. Thomas)                         |                               | 2:32       |
| 6.    | "Ben"                                                    | Walter Scharf, Don Black                               |                               | 2:46       |
| 7.    | "Enjoy Yourself" (dưới danh nghĩa The Jacksons)          | Kenneth Gamble, Leon Huff                              | The Jacksons (1976)           | 3:24       |
| 8.    | "Blame It on the Boogie"                                 | Jackson-Clark, Jackson-Rich, Kampschroer, Krohn, Meyer |                               | 3:30       |
| 9.    | "Shake Your Body" (bản 7")                               | R. Jackson, M. Jackson                                 |                               | 3:46       |
| 10.   | "Don't Stop 'til You Get Enough" (Bản gốc 12" chỉnh sửa) |                                                        |                               | 5:50       |
| 11.   | "Rock with You" (bản đĩa đơn)                            | Temperton                                              | Rock with You (album đĩa đơn) | 3:23       |
| 12.   | "Off the Wall" (bản đĩa đơn)                             | Temperton                                              | Off the Wall (album đĩa đơn)  | 3:46       |
| 13.   | "She's Out of My Life"                                   | Bahler                                                 |                               | 3:37       |
| 14.   | "Can You Feel It" (7" chỉnh sửa)                         | M. Jackson, J. Jackson                                 |                               | 3:50       |
| 15.   | "The Girl Is Mine" (với Paul McCartney)                  |                                                        |                               | 3:42       |
| 16.   | "Billie Jean"                                            |                                                        |                               | 4:54       |
| 17.   | "Beat It"                                                |                                                        |                               | 4:18       |
| 18.   | "Wanna Be Startin' Somethin'" (Bản chỉnh sửa)            |                                                        |                               | 4:17       |
| 19.   | "Human Nature" (Bản chỉnh sửa)                           | Porcaro, Bettis                                        |                               | 3:45       |
| 20.   | "P.Y.T. (Pretty Young Thing)"                            | Ingram, Jones                                          |                               | 3:59       |
| 21.   | "Thriller" (Radio chỉnh sửa (hay 2003 chỉnh sửa))        | Temperton                                              |                               | 5:12       |

| Đĩa 2 | Đĩa 2                                 | Đĩa 2                                         | Đĩa 2                          | Đĩa 2      |
| STT   | Nhan đề                               | Sáng tác                                      | Album                          | Thời lượng |
| ----- | ------------------------------------- | --------------------------------------------- | ------------------------------ | ---------- |
| 1.    | "Bad"                                 | Michael J. Jackson                            | Bad                            | 4:06       |
| 2.    | "I Just Can't Stop Loving You"        |                                               |                                | 4:11       |
| 3.    | "Leave Me Alone"                      |                                               | Bad                            | 4:39       |
| 4.    | "The Way You Make Me Feel" (7" remix) |                                               |                                | 4:26       |
| 5.    | "Man in the Mirror"                   | Garrett, Ballard                              |                                | 5:18       |
| 6.    | "Dirty Diana" (bản 7")                |                                               |                                | 4:40       |
| 7.    | "Another Part of Me" (bản 7")         |                                               |                                | 3:46       |
| 8.    | "Smooth Criminal"                     |                                               |                                | 4:17       |
| 9.    | "Black or White" (bản đĩa đơn)        | M. Jackson; lời rap bởi Bottrell              | Black or White (album đĩa đơn) | 3:21       |
| 10.   | "Heal the World"                      |                                               |                                | 6:24       |
| 11.   | "Remember the Time"                   | Teddy Riley, M. Jackson, Belle                |                                | 3:59       |
| 12.   | "In the Closet" (7" chỉnh sửa)        | M. Jackson, Riley                             |                                | 4:48       |
| 13.   | "Who Is It" (7" chỉnh sửa)            |                                               |                                | 3:59       |
| 14.   | "Will You Be There" (Radio chỉnh sửa) |                                               |                                | 3:40       |
| 15.   | "Dangerous"                           | M. Jackson, Bottrell, Riley                   | Dangerous                      | 6:59       |
| 16.   | "You Are Not Alone" (LP chỉnh sửa)    | R. Kelly                                      |                                | 4:55       |
| 17.   | "You Rock My World" (Album chỉnh sửa) | Jackson, Jerkins, Jerkins III, Daniels, Payne |                                | 5:08       |

### Đĩa bổ sung bản giới hạn 3.0
Toàn bộ các bài hát do Michael Jackson viết lời, ngoại trừ một số chú thích.
| STT | Nhan đề                                  | Sáng tác                          | Album                                               | Thời lượng |
| --- | ---------------------------------------- | --------------------------------- | --------------------------------------------------- | ---------- |
| 1.  | "Can't Get Outta the Rain" (bản đĩa đơn) | M. Jackson, Quincy Jones          | "The Girl Is Mine" đĩa đơn (1982)                   | 4:06       |
| 2.  | "Say Say Say" (với Paul McCartney)       | McCartney, M. Jackson             | Pipes of Peace (1983)                               | 3:55       |
| 3.  | "Jam"                                    | M. Jackson, Moore, Swedien, Riley | Dangerous                                           | 5:38       |
| 4.  | "They Don't Care About Us"               | Michael Jackson & M. J. Jackson   | HIStory: Past, Present and Future, Book I           | 4:44       |
| 5.  | "Blood on the Dance Floor"               | M. Jackson, Riley                 | Blood on the Dance Floor: HIStory in the Mix (1997) | 4:15       |
| 6.  | "Stranger in Moscow"                     |                                   | History: Past, Present and Future, Book I           | 5:45       |
| 7.  | "Butterflies"                            | Andre Harris, Marsha Ambrosius    | Invincible                                          | 4:40       |

### Bản tại Nhật
Toàn bộ các bài hát do Michael Jackson viết lời, ngoại trừ một số chú thích.
| Đĩa 1 | Đĩa 1                                                                         | Đĩa 1                                                  | Đĩa 1      |
| STT   | Nhan đề                                                                       | Sáng tác                                               | Thời lượng |
| ----- | ----------------------------------------------------------------------------- | ------------------------------------------------------ | ---------- |
| 1.    | "I Want You Back" (dưới danh nghĩa The Jackson 5)                             | The Corporation (Perren, Mizell, Gordy, Richards)      | 2:58       |
| 2.    | "ABC" (dưới danh nghĩa The Jackson 5)                                         | The Corporation                                        | 2:58       |
| 3.    | "The Love You Save" (dưới danh nghĩa The Jackson 5)                           | The Corporation                                        | 3:05       |
| 4.    | "Got to Be There"                                                             | Willensky                                              | 3:25       |
| 5.    | "Rockin' Robin"                                                               | Rene (dưới bút danh J. Thomas)                         | 2:32       |
| 6.    | "Ben"                                                                         | Scharf, Black                                          | 2:46       |
| 7.    | "Blame It on the Boogie" (dưới danh nghĩa The Jacksons)                       | Jackson-Clark, Jackson-Rich, Kampschroer, Krohn, Meyer | 3:30       |
| 8.    | "Shake Your Body (Down to the Ground)" (bản 7"; dưới danh nghĩa The Jacksons) | R. Jackson, M. Jackson                                 | 3:46       |
| 9.    | "Don't Stop 'til You Get Enough" (2003 chỉnh sửa)                             |                                                        | 3:56       |
| 10.   | "Off the Wall" (Bản chỉnh sửa)                                                | Temperton                                              | 3:46       |
| 11.   | "Rock with You" (7" remix)                                                    | Temperton                                              | 3:23       |
| 12.   | "She's Out of My Life"                                                        | Bahler                                                 | 3:37       |
| 13.   | "Can You Feel It" (7" chỉnh sửa; dưới danh nghĩa The Jacksons)                | M. Jackson, J. Jackson                                 | 3:50       |
| 14.   | "The Girl Is Mine" (với Paul McCartney)                                       |                                                        | 3:41       |
| 15.   | "Billie Jean"                                                                 |                                                        | 4:55       |
| 16.   | "Beat It"                                                                     |                                                        | 4:18       |
| 17.   | "Wanna Be Startin' Somethin'" (Bản chỉnh sửa)                                 |                                                        | 4:17       |
| 18.   | "Human Nature" (Bản chỉnh sửa)                                                | Porcaro, Bettis                                        | 3:45       |
| 19.   | "P.Y.T. (Pretty Young Thing)"                                                 | Ingram, Jones                                          | 3:58       |
| 20.   | "I Just Can't Stop Loving You"                                                |                                                        | 4:11       |
| 21.   | "Thriller" (Radio chỉnh sửa (hay 2003 chỉnh sửa))                             | Temperton                                              | 5:14       |

| Đĩa 2 | Đĩa 2                                 | Đĩa 2                                            | Đĩa 2              | Đĩa 2      |
| STT   | Nhan đề                               | Sáng tác                                         | Album              | Thời lượng |
| ----- | ------------------------------------- | ------------------------------------------------ | ------------------ | ---------- |
| 1.    | "Bad" (7" đĩa đơn mix)                |                                                  |                    | 4:06       |
| 2.    | "The Way You Make Me Feel" (7" remix) |                                                  |                    | 4:26       |
| 3.    | "Man in the Mirror"                   | Garrett, Ballard                                 |                    | 5:18       |
| 4.    | "Dirty Diana" (bản 7")                |                                                  |                    | 4:40       |
| 5.    | "Another Part of Me" (bản 7")         |                                                  |                    | 3:46       |
| 6.    | "Smooth Criminal"                     |                                                  |                    | 4:17       |
| 7.    | "Leave Me Alone"                      |                                                  |                    | 4:39       |
| 8.    | "Black or White" (bản đĩa đơn)        | M. Jackson; lời rap bởi Bottrell                 |                    | 3:21       |
| 9.    | "Remember the Time"                   | Riley, M. Jackson, Belle                         |                    | 3:59       |
| 10.   | "In the Closet" (7" chỉnh sửa)        | M. Jackson, Riley                                |                    | 4:48       |
| 11.   | "Who Is It" (7" chỉnh sửa)            |                                                  |                    | 3:59       |
| 12.   | "Heal the World"                      |                                                  |                    | 6:24       |
| 13.   | "Will You Be There" (Radio chỉnh sửa) |                                                  |                    | 3:40       |
| 14.   | "You Are Not Alone" (LP chỉnh sửa)    | R. Kelly                                         |                    | 4:55       |
| 15.   | "Blood on the Dance Floor"            | M. Jackson, Riley                                |                    | 5:02       |
| 16.   | "One More Chance"                     | R. Kelly                                         | Number Ones (2003) | 3:49       |
| 17.   | "You Rock My World" (Album chỉnh sửa) | M. Jackson, Jerkins, Jerkins III, Daniels, Payne |                    | 5:08       |

### Bản nhạc số Studio Masters (24bit/96kHz) trên Qobuz.com
Toàn bộ các bài hát do Michael Jackson viết lời, ngoại trừ một số chú thích.
| Đĩa 1 | Đĩa 1                                                                         | Đĩa 1                                                  | Đĩa 1      |
| STT   | Nhan đề                                                                       | Sáng tác                                               | Thời lượng |
| ----- | ----------------------------------------------------------------------------- | ------------------------------------------------------ | ---------- |
| 1.    | "I Want You Back" (dưới danh nghĩa The Jackson 5)                             | The Corporation (Perren, Mizell, Gordy, Richards)      | 2:58       |
| 2.    | "ABC" (dưới danh nghĩa The Jackson 5)                                         | The Corporation                                        | 2:58       |
| 3.    | "The Love You Save" (dưới danh nghĩa The Jackson 5)                           | The Corporation                                        | 4:05       |
| 4.    | "Got to Be There"                                                             | Willensky                                              | 3:25       |
| 5.    | "Rockin' Robin"                                                               | Rene                                                   | 2:32       |
| 6.    | "Ben"                                                                         | Scharf, Black                                          | 2:46       |
| 7.    | "Enjoy Yourself" (dưới danh nghĩa The Jacksons)                               | Gamble, Huff                                           | 2:24       |
| 8.    | "Blame It on the Boogie" (dưới danh nghĩa The Jacksons)                       | Jackson-Clark, Jackson-Rich, Kampschroer, Krohn, Meyer | 3:30       |
| 9.    | "Shake Your Body (Down to the Ground)" (bản 7"; dưới danh nghĩa The Jacksons) | R. Jackson, M. Jackson                                 | 3:46       |
| 10.   | "Don't Stop 'til You Get Enough" (12" chỉnh sửa bản gốc)                      |                                                        | 3:26       |
| 11.   | "Rock with You" (7" remix)                                                    | Temperton                                              | 3:23       |
| 12.   | "Off the Wall" (Bản chỉnh sửa)                                                | Temperton                                              | 3:46       |
| 13.   | "She's Out of My Life"                                                        | Bahler                                                 | 3:37       |
| 14.   | "Can You Feel It" (7" chỉnh sửa; dưới danh nghĩa The Jacksons)                | M. Jackson, J. Jackson                                 | 3:50       |
| 15.   | "The Girl Is Mine" (với Paul McCartney)                                       |                                                        | 3:42       |
| 16.   | "Billie Jean"                                                                 |                                                        | 3:18       |
| 17.   | "Beat It"                                                                     |                                                        | 3:33       |
| 18.   | "Wanna Be Startin' Somethin'" (Bản chỉnh sửa)                                 |                                                        | 3:20       |
| 19.   | "Human Nature" (Bản chỉnh sửa)                                                | Porcaro, Bettis                                        | 3:45       |
| 20.   | "P.Y.T. (Pretty Young Thing)"                                                 | Ingram, Jones                                          | 2:12       |
| 21.   | "Thriller" (Radio chỉnh sửa (hay 2003 chỉnh sửa)                              | Temperton                                              | 1:21       |

| Đĩa 2 | Đĩa 2                                 | Đĩa 2                                            | Đĩa 2      |
| STT   | Nhan đề                               | Sáng tác                                         | Thời lượng |
| ----- | ------------------------------------- | ------------------------------------------------ | ---------- |
| 1.    | "Bad" (7" đĩa đơn mix)                |                                                  | 4:06       |
| 2.    | "I Just Can't Stop Loving You"        |                                                  | 4:11       |
| 3.    | "Leave Me Alone"                      |                                                  | 4:39       |
| 4.    | "The Way You Make Me Feel" (7" remix) |                                                  | 4:26       |
| 5.    | "Man in the Mirror"                   | Garrett, Ballard                                 | 5:18       |
| 6.    | "Dirty Diana" (bản 7")                |                                                  | 4:40       |
| 7.    | "Another Part of Me" (bản 7")         |                                                  | 3:46       |
| 8.    | "Smooth Criminal"                     |                                                  | 4:17       |
| 9.    | "Black or White"                      | M. Jackson; lời rap bởi Bottrell                 | 4:17       |
| 10.   | "Heal the World"                      |                                                  | 6:24       |
| 11.   | "Remember the Time"                   | Riley, M. Jackson, Belle                         | 3:59       |
| 12.   | "In the Closet" (7" chỉnh sửa)        | M. Jackson, Riley                                | 4:48       |
| 13.   | "Who Is It" (7" chỉnh sửa)            |                                                  | 3:59       |
| 14.   | "Will You Be There" (Radio chỉnh sửa) |                                                  | 5:47       |
| 15.   | "Dangerous"                           | M. Jackson, Bottrell, Riley                      | 6:59       |
| 16.   | "You Are Not Alone" (LP chỉnh sửa)    | R. Kelly                                         | 4:55       |
| 17.   | "You Rock My World"                   | M. Jackson, Jerkins, Jerkins III, Daniels, Payne | 5:08       |

## Xếp hạng
| Bảng xếp hạng (2005–2017)                | Vị trí cao nhất |
| ---------------------------------------- | --------------- |
| Album Úc (ARIA)                          | 1               |
| Album Áo (Ö3 Austria)                    | 2               |
| Album Bỉ (Ultratop Vlaanderen)           | 4               |
| Album Bỉ (Ultratop Wallonie)             | 1               |
| Canada (Billboard)                       | 4               |
| Album Cộng hòa Séc (ČNS IFPI)            | 3               |
| Album Đan Mạch (Hitlisten)               | 6               |
| Album Hà Lan (Album Top 100)             | 19              |
| Châu Âu (Top 100)                        | 2               |
| Album Phần Lan (Suomen virallinen lista) | 1               |
| Album Pháp (SNEP)                        | 81              |
| Đức (Offizielle Top 100)                 | 10              |
| Hi Lạp (IFPI)                            | 20              |
| Album Hungaria (MAHASZ)                  | 1               |
| Album Ireland (IRMA)                     | 1               |
| Album Ý (FIMI)                           | 5               |
| Nhật Bản (Oricon)                        | 18              |
| Mexico (Top 100 Mexico)                  | 1               |
| Album New Zealand (RMNZ)                 | 1               |
| Album Na Uy (VG-lista)                   | 3               |
| Album Ba Lan (ZPAV)                      | 5               |
| Album Bồ Đào Nha (AFP)                   | 3               |
| Album Scotland (OCC)                     | 1               |
| Album Tây Ban Nha (PROMUSICAE)           | 10              |
| Album Thụy Điển (Sverigetopplistan)      | 3               |
| Album Thụy Sĩ (Schweizer Hitparade)      | 2               |
| Album Anh Quốc (OCC)                     | 1               |
| Album Anh Quốc R&B (OCC)                 | 1               |
| Album Hoa Kỳ Billboard 200               | 46              |
| Album Hoa Kỳ Top R&B/Hip-Hop (Billboard) | 48              |

| Bảng xếp hạng (2005)                             | Vị trí |
| ------------------------------------------------ | ------ |
| Australian Albums (ARIA)                         | 69     |
| Belgian Albums (Ultratop Flanders)               | 58     |
| Belgian Albums (Ultratop Wallonia)               | 37     |
| Swedish Albums (Sverigetopplistan)               | 52     |
| Swiss Albums (Schweizer Hitparade)               | 87     |
| UK Albums (OCC)                                  | 88     |
| Bảng xếp hạng (2009)                             | Vị trí |
| Australian Albums (ARIA)                         | 8      |
| Danish Albums (Hitlisten)                        | 70     |
| Dutch Albums (MegaCharts)                        | 13     |
| European Albums (Top 100)                        | 31     |
| Finnish Foreign Albums (Suomen virallinen lista) | 11     |
| Hungarian Albums (MAHASZ)                        | 38     |
| Irish Albums (IRMA)                              | 11     |
| Italian Albums (Hit Parade)                      | 62     |
| Mexican Albums (AMPROFON)                        | 23     |
| New Zealand (Recorded Music NZ)                  | 16     |
| Swedish Albums (Sverigetopplistan)               | 22     |
| Swiss Albums (Schweizer Hitparade)               | 33     |
| UK Albums (OCC)                                  | 12     |
| Bảng xếp hạng (2010)                             | Vị trí |
| UK Albums (OCC)                                  | 196    |
| US Billboard 200                                 | 112    |
| Bảng xếp hạng (2014)                             | Vị trí |
| Australian Albums Chart                          | 93     |
| Bảng xếp hạng (2015)                             | Vị trí |
| Australian Albums Chart                          | 81     |

## Chứng nhận
| Quốc gia                                                                           | Chứng nhận  | Số đơn vị/doanh số chứng nhận |
| ---------------------------------------------------------------------------------- | ----------- | ----------------------------- |
| Úc (ARIA)                                                                          | 8× Bạch kim | 560.000^                      |
| Bỉ (BEA)                                                                           | Vàng        | 25.000*                       |
| Phần Lan (Musiikkituottajat)                                                       | Vàng        | 20,290                        |
| Pháp (SNEP)                                                                        | 2× Vàng     | 200.000*                      |
| Hungary (Mahasz)                                                                   | Vàng        | 6,000^                        |
| Ireland (IRMA)                                                                     | Bạch kim    | 15.000^                       |
| Nhật Bản (RIAJ)                                                                    | Vàng        | 100.000^                      |
| México (AMPROFON)                                                                  | Bạch kim    | 100.000^                      |
| New Zealand (RMNZ)                                                                 | 2× Bạch kim | 30.000^                       |
| Thụy Điển (GLF)                                                                    | Vàng        | 30.000^                       |
| Anh Quốc (BPI)                                                                     | 3× Bạch kim | 900.000^                      |
| Hoa Kỳ (RIAA)                                                                      | 3× Bạch kim | 1.500.000^                    |
| Tổng hợp                                                                           |             |                               |
| Châu Âu (IFPI)                                                                     | 2× Bạch kim | 2.000.000*                    |
| * Chứng nhận dựa theo doanh số tiêu thụ. ^ Chứng nhận dựa theo doanh số nhập hàng. |             |                               |